# Itala Film
Pour les articles homonymes, voir Itala.
Itala Film (souvent appelée simplement l’Itala) est une maison cinématographique italienne spécialisée dans la production et la distribution de films qui fut active dès la période du muet.

## Historique

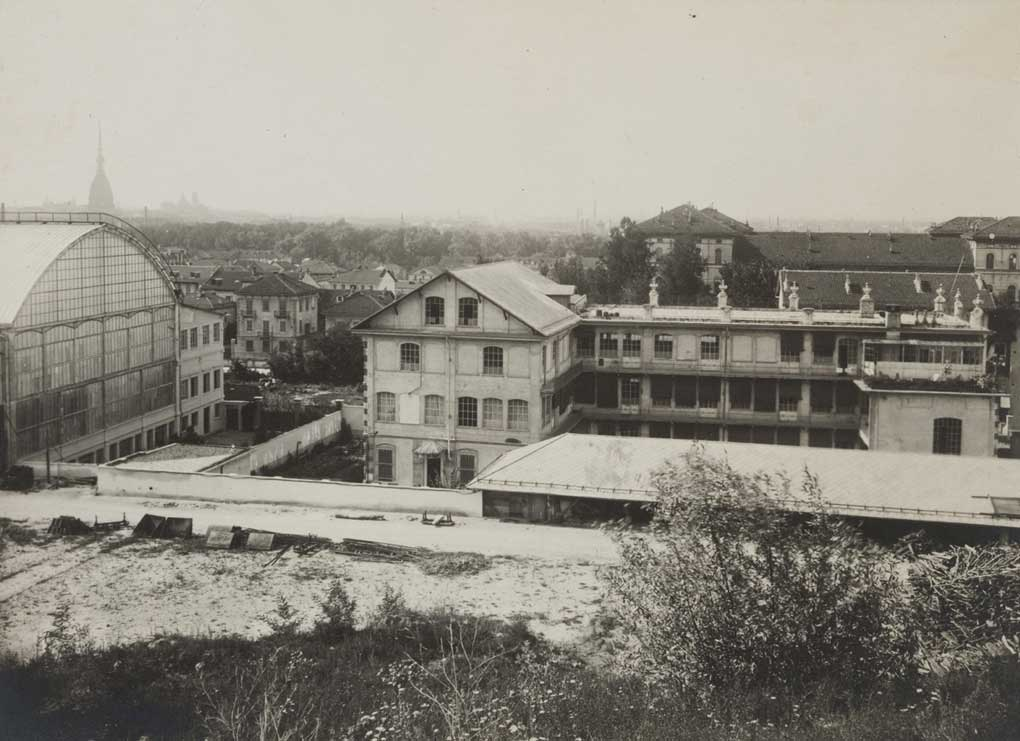
Vue des studios d'Itala film avant 1917.

### Carlo Rossi & C. (1907-1909)
Le 13 mai 1907 Carlo Rossi et Guglielmo Remmert fondèrent à Turin une entreprise cinématographique sous la raison sociale Carlo Rossi & C., issue d'une entreprise antérieure de communication télégraphique sans fil.
L'entreprise engagea certains techniciens de Pathé, par exemple Charles-Lucien Lépine, directeur général de la Pathé, engagé comme directeur artistique, les opérateurs Raoul Comte, Georges Caillaud, Eugène Planchat et le technicien suisse Ernest Zollinger.
Bien que la production de la Carlo Rossi & C., qui consistait principalement en documentaires et brefs films à sujet, fût plutôt soutenue, elle fut interrompe après seulement huit mois à la suite de différends entre les associés et la société fut mise en liquidation.

### Itala Film (1909-1927)

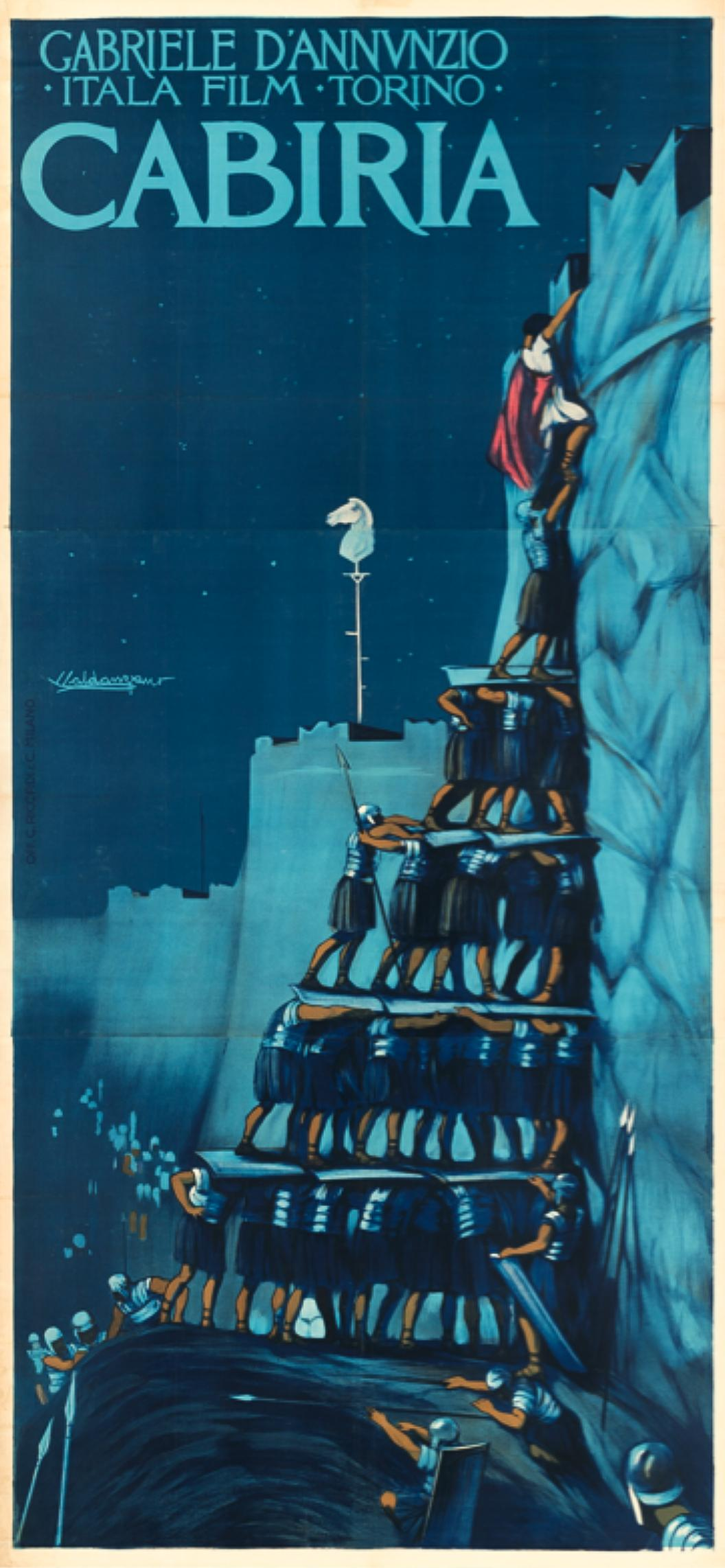
Affiche (Pier Luigi Caldanzano, 1914) du film Cabiria

L'ingénieur Carlo Sciamengo, qui était chargé de la liquidation de la Carlo Rossi & C., et le jeune comptable Giovanni Pastrone restructurèrent l'entreprise et la renommèrent Itala Film en septembre 1908. Dans cette nouvelle structure Sciamengo prit la fonction de directeur administratif et de producteur exécutif tandis que  Pastrone devint directeur général et animateur. À ses débuts la production se limitait à des documentaires et des courts métrages.
La plupart des employés de Carlo Rossi & C. restèrent fidèles à Itala Film, par exemple Oreste Mentasti, principal réalisateur et nommé directeur artistique, et l'opérateur Giovanni Tomatis, auxquels se joignirent le peintre Luigi Romano Borgnetto, actif au début comme scénographe puis aussi comme réalisateur et scénariste.
La jeune société Itala Film poursuivit la ligne politique de Carlo Rossi & C. et contracta avec divers acteurs français comme le comique André Deed, interprète de plusieurs films de la série Cretinetti, très appréciés du public et qui contribuèrent grandement aux recettes de l'entreprise et lui permirent de s'affirmer au niveau européen. Quelques années plus tard elle contracta un autre acteur français, Émile Vardannes, interprète de la série comique Totò.
Dès 1910 l'entreprise se lança dans de nouveaux genres. Outre les films comiques elle tourna des films dramatiques, historiques et des comédies, souvent inspirés d'œuvres littéraires. Parmi eux notamment Le Comte Ugolin (Il conte Ugolino, 1908) et La Maschera di ferro (1909), qui fut un succès international), tous deux d'une durée d'environ dix minutes.
Très rapidement, Itala Film devient la troisième maison de production cinématographique italienne quant au nombre de pellicules produites et une des plus productives au niveau international. En 1911 l'entreprise se transforme en société en mon collectif et prend la raison sociale Itala Film / Ing. Sciamengo & Pastrone et son capital est augmenté. Elle établit de nombreuses filiales à l'étranger, en Europe et sur le continent américain.  
De nouveaux artistes, techniciens et intellectuels sont engagés : les Français Alexandre Bernard, Vincent Dénizot, Gabriel Moreau, Victor Vina, les Italiens Emilio Ghione, Giovanni Casaleggio, Sandro Camasio, Nino Oxilia, Adriana Costamagna,  Domenico Gambino, Dante Testa, Augusto Genina, Ernesto Vaser, Febo Mari,  Felice Minotti, Gero Zambuto, Oreste Bilancia, les premières grandes prime donne du cinéma muet italien Italia Almirante Manzini et Pina Menichelli, et les sœurs Lidia, Letizia et Isabella Quaranta, Teresa Marangoni (déjà active chez Carlo Rossi & C.), rejoints plus tard par Ermete Zacconi, son épouse Ines, Umberto Mozzato et Ruggero Ruggeri.
Au faîte de son succès, Itala Film produit des œuvres majeures comme Père (Padre, 1912), Adieu, jeunesse (Addio giovinezza!, 1913), Le Feu (Il fuoco, 1916), Tigre royal (Tigre reale, 1916) et connu un succès monumental avec Cabiria (1914).
En 1917, un groupe d'investisseurs, entraînés par l'avocat Gioacchino Mecheri, montent au capital en apportant 3 millions de lires et transforment l'entreprise en société anonyme rebaptisée Società Anonima Itala Film. Mecheri est nommé président, Pastrone restant directeur technique et artistique.
La guerre réduit la productivité du studio, nombre d'acteurs et techniciens ayant été mobilisés et les matières essentielles telles que la pellicule venant à manquer. En 1919, Pastrone démissionne et la société, touchée par la crise, passe sous le contrôle du consortium UCI qui distribuait ses films sur le plan national.
L'échec commercial de Povere bimbe (1923) entraîne la cessation définitive d'activité de l'entreprise qui est liquidée en 1927.

### Itala-Film GmbH (1930-1955)
Au début des années 1930, le producteur Alberto Giacalone relance la société dont il installe les bureaux à Berlin, anticipant sur la future collaboration entre les régimes nazi et fasciste italien en réalisant des versions bilingues, comme le fera quelques années plus tard la Continental-Films avec la France. En 1937, il crée une filiale à Rome et y transfert son siège. 
La première production de la société est I cavalieri della montagna, tournée simultanément en allemand et français.
Durant cette période sont produits quantités de films dont Lisetta (1934), Solo per te (1938), Ritorno (1940) et Mamma (1941) avec des vedettes des cinémas italiens (Ferruccio Biancini, Mario Bonnard, Carmine Gallone, Vittorio De Sica, Nunzio Malasomma, Elsa Merlini, Luis Trenker, etc.) et allemand (Carl Boese, Hans Deppe, Emmerich Wojtek Emo, Lucie Englisch, Gustav Fröhlich, Magda Schneider, Géza von Bolváry, Käthe von Nagy, etc.) 
En raison de l'alliance signée par les deux pays durant la Seconde Guerre mondiale, le siège est à nouveau transféré en Allemagne avant de réintégrer Rome à l'issue du conflit. Le nombre de productions diminue rapidement (Pagliacci en 1948, Il conte di Sant'Elmo en 1950, Wanda la peccatrice en 1952), la direction n'ayant notamment pas anticipé le renouveau du cinéma italien et l'expansion de Cinecittà. La société cesse ses activités en 1955.

### Renaissance
De nouveaux investisseurs la relancent en 2015 en collaboration avec le Musée national du cinéma, un bureau étant ouvert à Los Angeles.